# 杰西·海曼

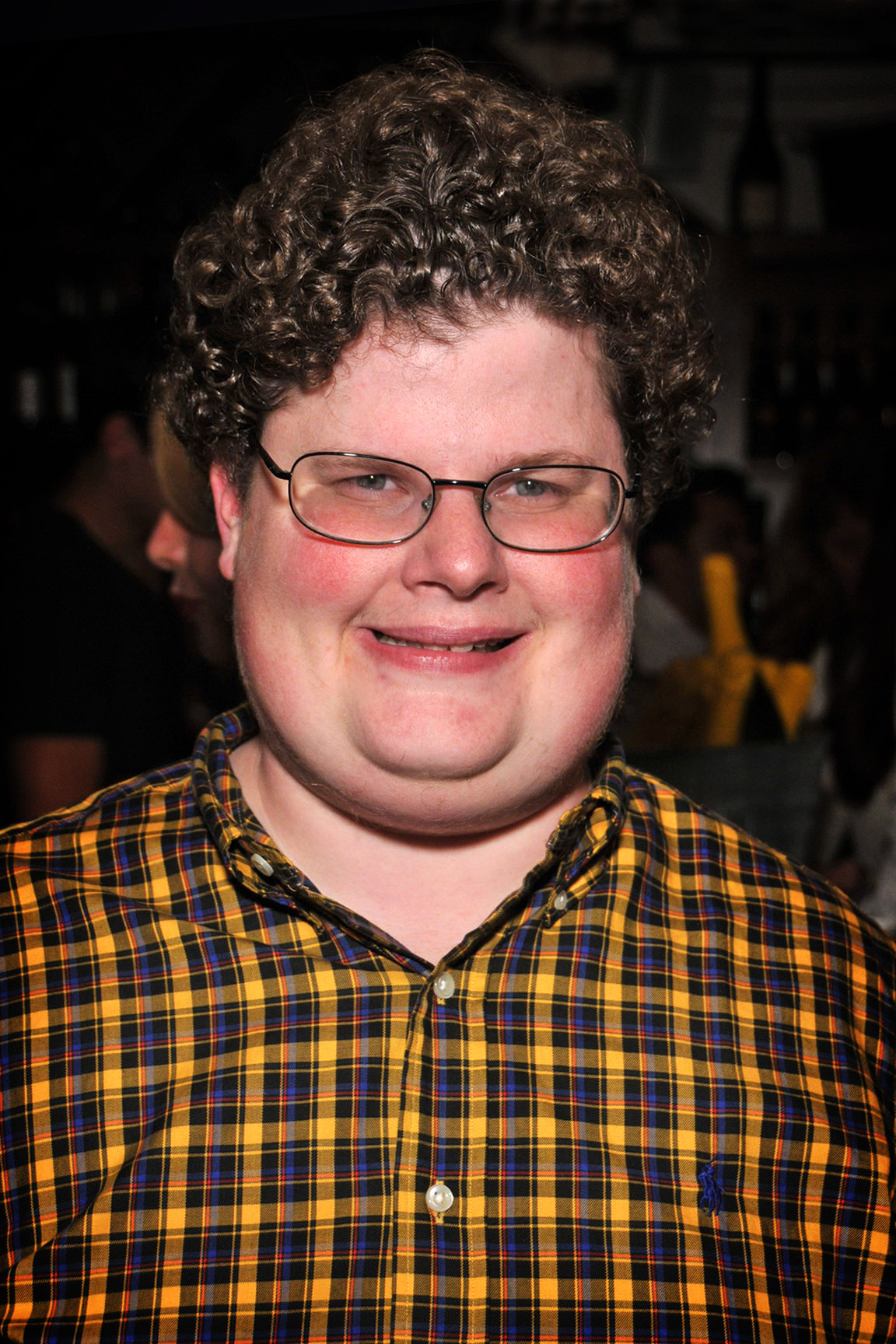
杰西·海曼

杰西·海曼（英文：Jesse Heiman，1978年5月23日—）是一位美国男演员。在50余部电影中担任临时演员，也出演过一些电视节目。2011年4月11日，他和杰米·福克斯一起作为嘉宾参加《杰·雷诺今夜秀》（英文：The Tonight Show with Jay Leno）节目。尽管他已中年，仍常於電影中飾演青年角色。
2013年在第四十七屆超級碗播出的GoDaddy廣告中，與模特兒芭儿·拉法莉接吻，後來成為了網路討論的話題。